# Danh sách giải thưởng và đề cử của GFriend
Dưới đây là danh sách giải thưởng và đề cử nhóm nhạc nữ Hàn Quốc GFriend. Mini album đầu tay Season of Glass, phát hành vào tháng 1 năm 2015, đã mang về cho nhóm nhiều giải thưởng nghệ sĩ mới giữa cuối năm 2015 đến đầu năm 2016, bao gồm lễ trao giải Gaon Chart K-pop Awards lần thứ 5, Golden Disc Awards lần thứ 30 và Seoul Music Awards lần thứ 25. Nhóm đã nhận được giải thưởng Daesang đầu tiên tại lễ trao giải Korea PD Awards năm 2016.
Bài hát chủ đề "Rough" từ mini album thứ ba Snowflake đã mang về cho nhóm nhiều giải thưởng từ cuối năm 2016 đến đầu năm 2017, bao gồm Bài hát của năm (tháng 1) tại Gaon Chart Music Awards lần thứ 7. Bài hát cũng lần lượt giành được giải Vũ đạo xuất sắc nhất và giải Bonsang kỹ thuật số tại Melon Music Awards năm 2016, Mnet Asian Music Awards năm 2016 và Golden Disc Awards lần thứ 31.

## Giải thưởng và đề cử
| Giải thưởng                         | Năm  | Hạng mục                                                    | Đề cử                     | Kết quả   | Nguồn         |
| ----------------------------------- | ---- | ----------------------------------------------------------- | ------------------------- | --------- | ------------- |
| APAN Music Awards                   | 2020 | Sự lựa chọn toàn cầu của Idol Champ – nhóm nhạc             | GFriend                   | Đề cử     | [ 1 ]         |
| APAN Music Awards                   | 2020 | 10 nghệ sĩ hàng đầu (Bonsang)                               | GFriend                   | Đề cử     | [ 2 ]         |
| Asia Artist Awards                  | 2016 | 50 nghệ sĩ hàng đầu được yêu thích nhất – ca sĩ             | GFriend                   | Đề cử     | [ 3 ]         |
| Asia Artist Awards                  | 2017 | 50 nghệ sĩ hàng đầu được yêu thích nhất – ca sĩ             | GFriend                   | Đề cử     | [ 3 ]         |
| Asia Artist Awards                  | 2018 | 50 nghệ sĩ hàng đầu được yêu thích nhất – ca sĩ             | GFriend                   | Đề cử     | [ 3 ]         |
| Asia Artist Awards                  | 2019 | 50 nghệ sĩ hàng đầu được yêu thích nhất – ca sĩ             | GFriend                   | Đề cử     | [ 3 ]         |
| Asia Artist Awards                  | 2019 | Nghệ sĩ nổi tiếng nhất của Starnews – nhóm nhạc nữ          | GFriend                   | Đề cử     | [ 3 ]         |
| Asia Model Awards                   | 2017 | Ngôi sao nổi tiếng nhất – ca sĩ                             | GFriend                   | Đoạt giải | [ 4 ]         |
| BreakTudo Awards                    | 2019 | Nhóm nhạc nữ K-pop xuất sắc nhất                            | GFriend                   | Đề cử     | [ 5 ]         |
| Bugs Music Awards                   | 2020 | Kỷ niệm 20 năm – Bài hát được yêu thích nhất                | "Rough"                   | Đoạt giải | [ 6 ]         |
| Bugs Music Awards                   | 2020 | Kỷ niệm 20 năm – Bài hát đạt vị trí số 1 nhiều nhất         | "Rough"                   | Đoạt giải | [ 7 ]         |
| Gaon Chart Music Awards             | 2016 | Nghệ sĩ mới của năm – nữ                                    | GFriend                   | Đoạt giải | [ 8 ]         |
| Gaon Chart Music Awards             | 2017 | Bài hát của năm (tháng 1)                                   | "Rough"                   | Đoạt giải |               |
| Gaon Chart Music Awards             | 2017 | Bài hát của năm (tháng 7)                                   | "Navillera"               | Đề cử     |               |
| Gaon Chart Music Awards             | 2018 | Bài hát của năm (tháng 3)                                   | "Fingertip"               | Đề cử     |               |
| Gaon Chart Music Awards             | 2018 | Bài hát của năm (tháng 8)                                   | "Love Whisper"            | Đề cử     |               |
| Gaon Chart Music Awards             | 2019 | Bài hát của năm (tháng 4)                                   | "Time for the Moon Night" | Đề cử     |               |
| Gaon Chart Music Awards             | 2019 | Người biểu diễn của năm (nhạc cụ)                           | "Time for the Moon Night" | Đoạt giải |               |
| Gaon Chart Music Awards             | 2021 | Sự lựa chọn toàn cầu của Mubeat                             | GFriend                   | Đề cử     | [ 9 ]         |
| Genie Music Awards                  | 2019 | Nghệ sĩ hàng đầu                                            | GFriend                   | Đề cử     |               |
| Genie Music Awards                  | 2019 | Nhóm nhạc nữ xuất sắc nhất                                  | GFriend                   | Đề cử     |               |
| Genie Music Awards                  | 2019 | Nghệ sĩ biểu diễn xuất sắc nhất – nữ                        | GFriend                   | Đề cử     |               |
| Genie Music Awards                  | 2019 | Nghệ sĩ nổi tiếng nhất của Genie Music                      | GFriend                   | Đề cử     |               |
| Genie Music Awards                  | 2019 | Nghệ sĩ nổi tiếng toàn cầu                                  | GFriend                   | Đề cử     |               |
| Golden Disc Awards                  | 2016 | Nghệ sĩ mới của năm                                         | GFriend                   | Đoạt giải | [ 10 ]        |
| Golden Disc Awards                  | 2016 | Nghệ sĩ nổi tiếng nhất                                      | GFriend                   | Đề cử     | [ 10 ]        |
| Golden Disc Awards                  | 2016 | Global Popularity Award                                     | GFriend                   | Đề cử     | [ 10 ]        |
| Golden Disc Awards                  | 2017 | Daesang kỹ thuật số                                         | "Rough"                   | Đề cử     | [ 11 ]        |
| Golden Disc Awards                  | 2017 | Bonsang kỹ thuật số                                         | "Rough"                   | Đoạt giải | [ 11 ]        |
| Golden Disc Awards                  | 2017 | Bonsang đĩa cứng                                            | LOL                       | Đề cử     | [ 11 ]        |
| Golden Disc Awards                  | 2017 | Nghệ sĩ nổi tiếng nhất                                      | GFriend                   | Đề cử     | [ 11 ]        |
| Golden Disc Awards                  | 2017 | Nghệ sĩ được yêu thích nhất ở Châu Á                        | GFriend                   | Đề cử     | [ 11 ]        |
| Golden Disc Awards                  | 2018 | Bonsang đĩa cứng                                            | The Awakening             | Đề cử     | [ 12 ]        |
| Golden Disc Awards                  | 2018 | Nhóm nhạc nữ xuất sắc nhất                                  | GFriend                   | Đoạt giải | [ 12 ]        |
| Golden Disc Awards                  | 2018 | Nghệ sĩ nổi tiếng nhất của Genie                            | GFriend                   | Đề cử     | [ 12 ]        |
| Golden Disc Awards                  | 2018 | Nghệ sĩ nổi tiếng toàn cầu                                  | GFriend                   | Đề cử     | [ 12 ]        |
| Golden Disc Awards                  | 2019 | Bonsang kỹ thuật số                                         | "Time for the Moon Night" | Đề cử     |               |
| Golden Disc Awards                  | 2019 | Nhóm nhạc nữ xuất sắc nhất                                  | GFriend                   | Đoạt giải |               |
| Golden Disc Awards                  | 2019 | Nghệ sĩ nổi tiếng nhất                                      | GFriend                   | Đề cử     |               |
| Golden Disc Awards                  | 2019 | Ngôi sao nổi tiếng toàn cầu của NetEase Music               | GFriend                   | Đề cử     |               |
| Golden Disc Awards                  | 2020 | Bonsang đĩa cứng                                            | Time for Us               | Đề cử     |               |
| Golden Disc Awards                  | 2020 | Nghệ sĩ nổi tiếng nhất                                      | GFriend                   | Đề cử     |               |
| Golden Disc Awards                  | 2020 | Ngôi sao K-pop do người hâm mộ bình chọn của NetEase Music  | GFriend                   | Đề cử     |               |
| Japan Gold Disc Award               | 2019 | 3 nghệ sĩ mới xuất sắc nhất (Châu Á)                        | GFriend                   | Đoạt giải | [ 13 ]        |
| KBS World Global Fan Awards         | 2018 | Nghệ sĩ xuất sắc nhất (nữ)                                  | GFriend                   | Đề cử     | [ 14 ]        |
| Korea PD Awards                     | 2016 | Người biểu diễn của năm – ca sĩ (Daesang)                   | GFriend                   | Đoạt giải | [ 15 ]        |
| Korean Culture Entertainment Awards | 2016 | Giải thưởng Daesang cho Hallyu – ca sĩ K-pop                | GFriend                   | Đoạt giải | [ 16 ]        |
| Melon Music Awards                  | 2015 | Nghệ sĩ mới xuất sắc nhất – nữ                              | GFriend                   | Đoạt giải | [ 17 ]        |
| Melon Music Awards                  | 2016 | Album của năm                                               | Snowflake                 | Đề cử     | [ 17 ]        |
| Melon Music Awards                  | 2016 | Bài hát của năm                                             | "Rough"                   | Đề cử     | [ 17 ]        |
| Melon Music Awards                  | 2016 | Vũ đạo xuất sắc nhất – nữ                                   | "Rough"                   | Đoạt giải | [ 17 ]        |
| Melon Music Awards                  | 2016 | Nghệ sĩ của năm                                             | GFriend                   | Đề cử     | [ 17 ]        |
| Melon Music Awards                  | 2016 | 10 nghệ sĩ hàng đầu                                         | GFriend                   | Đoạt giải | [ 17 ]        |
| Melon Music Awards                  | 2016 | Nghệ sĩ phổ biến nhất do cư dân mạng bình chọn              | GFriend                   | Đề cử     | [ 17 ]        |
| Melon Music Awards                  | 2016 | Giải thưởng Kakao Hot Star                                  | GFriend                   | Đề cử     | [ 17 ]        |
| Melon Music Awards                  | 2017 | 10 nghệ sĩ hàng đầu                                         | GFriend                   | Đề cử     | [ 18 ]        |
| Melon Music Awards                  | 2017 | Giải thưởng biểu diễn 1theK                                 | GFriend                   | Đoạt giải | [ 19 ]        |
| Melon Music Awards                  | 2017 | Giải thưởng Kakao Hot Star                                  | GFriend                   | Đề cử     |               |
| Melon Music Awards                  | 2018 | 10 nghệ sĩ hàng đầu                                         | GFriend                   | Đề cử     |               |
| Melon Music Awards                  | 2018 | Giải thưởng Kakao Hot Star                                  | GFriend                   | Đề cử     |               |
| Melon Music Awards                  | 2018 | Bài hát của năm                                             | "Time for the Moon Night" | Đề cử     |               |
| Melon Music Awards                  | 2018 | Video âm nhạc xuất sắc nhất                                 | "Time for the Moon Night" | Đoạt giải |               |
| Melon Music Awards                  | 2019 | 10 nghệ sĩ hàng đầu                                         | GFriend                   | Đề cử     | [ 20 ]        |
| Melon Music Awards                  | 2019 | Vũ đạo xuất sắc nhất (nữ)                                   | "Sunrise"                 | Đề cử     | [ 20 ]        |
| Mnet Asian Music Awards             | 2015 | Nghệ sĩ của năm                                             | GFriend                   | Đề cử     |               |
| Mnet Asian Music Awards             | 2015 | Nữ nghệ sĩ mới xuất sắc nhất                                | GFriend                   | Đề cử     |               |
| Mnet Asian Music Awards             | 2016 | Bài hát của năm                                             | "Rough"                   | Đề cử     |               |
| Mnet Asian Music Awards             | 2016 | Biểu diễn vũ đạo xuất sắc nhất – nhóm nhạc nữ               | "Rough"                   | Đoạt giải | [ 21 ]        |
| Mnet Asian Music Awards             | 2016 | Nghệ sĩ của năm                                             | GFriend                   | Đề cử     |               |
| Mnet Asian Music Awards             | 2016 | Nhóm nhạc nữ xuất sắc nhất                                  | GFriend                   | Đề cử     | [ 22 ]        |
| Mnet Asian Music Awards             | 2016 | Nghệ sĩ được yêu thích nhất trên toàn cầu                   | GFriend                   | Đề cử     |               |
| Mnet Asian Music Awards             | 2017 | Nghệ sĩ của năm                                             | GFriend                   | Đề cử     |               |
| Mnet Asian Music Awards             | 2017 | Nhóm nhạc nữ xuất sắc nhất                                  | GFriend                   | Đề cử     |               |
| Mnet Asian Music Awards             | 2017 | Bài hát của năm                                             | "Love Whisper"            | Đề cử     |               |
| Mnet Asian Music Awards             | 2017 | Biểu diễn vũ đạo xuất sắc nhất – nhóm nhạc nữ               | "Love Whisper"            | Đề cử     |               |
| Mnet Asian Music Awards             | 2018 | Nghệ sĩ của năm                                             | GFriend                   | Đề cử     |               |
| Mnet Asian Music Awards             | 2018 | Nhóm nhạc nữ xuất sắc nhất                                  | GFriend                   | Đề cử     |               |
| Mnet Asian Music Awards             | 2019 | Nghệ sĩ của năm                                             | GFriend                   | Đề cử     |               |
| Mnet Asian Music Awards             | 2019 | Nhóm nhạc nữ xuất sắc nhất                                  | GFriend                   | Đề cử     |               |
| Mnet Asian Music Awards             | 2019 | 10 nghệ sĩ hàng đầu do người hâm mộ trên toàn cầu bình chọn | GFriend                   | Đề cử     |               |
| Mnet Asian Music Awards             | 2019 | Bài hát của năm                                             | "Sunrise"                 | Đề cử     |               |
| Mnet Asian Music Awards             | 2019 | Biểu diễn vũ đạo xuất sắc nhất – nhóm nhạc nữ               | "Sunrise"                 | Đề cử     |               |
| Mnet Asian Music Awards             | 2019 | Nghệ sĩ nữ được yêu thích nhất năm 2019 của Qoo10           | GFriend                   | Đề cử     |               |
| MTN Broadcast Advertising Awards    | 2016 | Ngôi sao quảng cáo nữ xuất sắc nhất                         | GFriend                   | Đoạt giải | [ 23 ]        |
| MTV Europe Music Awards             | 2015 | Nghệ sĩ Hàn Quốc xuất sắc nhất                              | GFriend                   | Đề cử     | [ 24 ]        |
| MTV Europe Music Awards             | 2016 | Nghệ sĩ Hàn Quốc xuất sắc nhất                              | GFriend                   | Đề cử     | [ 24 ]        |
| MTV Europe Music Awards             | 2017 | Nghệ sĩ Hàn Quốc xuất sắc nhất                              | GFriend                   | Đoạt giải | [ 25 ]        |
| Seoul Music Awards                  | 2016 | Nghệ sĩ mới xuất sắc nhất                                   | GFriend                   | Đoạt giải | [ 26 ]        |
| Seoul Music Awards                  | 2016 | Nghệ sĩ nổi tiếng nhất                                      | GFriend                   | Đề cử     | [ 26 ]        |
| Seoul Music Awards                  | 2016 | Giải thưởng Hallyu đặc biệt                                 | GFriend                   | Đề cử     | [ 26 ]        |
| Seoul Music Awards                  | 2016 | Giải thưởng Bonsang                                         | GFriend                   | Đề cử     | [ 26 ]        |
| Seoul Music Awards                  | 2017 | Giải thưởng Daesang                                         | GFriend                   | Đề cử     | [ 27 ]        |
| Seoul Music Awards                  | 2017 | Giải thưởng Bonsang                                         | GFriend                   | Đoạt giải | [ 27 ]        |
| Seoul Music Awards                  | 2017 | Nghệ sĩ nổi tiếng nhất                                      | GFriend                   | Đề cử     | [ 27 ]        |
| Seoul Music Awards                  | 2017 | Giải thưởng Hallyu đặc biệt                                 | GFriend                   | Đề cử     | [ 27 ]        |
| Seoul Music Awards                  | 2018 | Giải thưởng Bonsang                                         | GFriend                   | Đề cử     |               |
| Seoul Music Awards                  | 2018 | Nghệ sĩ nổi tiếng nhất                                      | GFriend                   | Đề cử     |               |
| Seoul Music Awards                  | 2018 | Giải thưởng Hallyu đặc biệt                                 | GFriend                   | Đề cử     |               |
| Seoul Music Awards                  | 2019 | Giải thưởng Bonsang                                         | GFriend                   | Đề cử     |               |
| Seoul Music Awards                  | 2019 | Biểu diễn vũ đạo xuất sắc nhất                              | GFriend                   | Đoạt giải |               |
| Seoul Music Awards                  | 2019 | Nghệ sĩ nổi tiếng nhất                                      | GFriend                   | Đề cử     |               |
| Seoul Music Awards                  | 2019 | Giải thưởng Hallyu đặc biệt                                 | GFriend                   | Đề cử     |               |
| Seoul Music Awards                  | 2020 | Giải thưởng Bonsang                                         | GFriend                   | Đề cử     | [ 28 ]        |
| Seoul Music Awards                  | 2020 | Giải thưởng Hallyu đặc biệt                                 | GFriend                   | Đề cử     | [ 28 ]        |
| Seoul Music Awards                  | 2020 | Nghệ sĩ nổi tiếng nhất                                      | GFriend                   | Đề cử     | [ 28 ]        |
| Seoul Music Awards                  | 2020 | Nghệ sĩ K-pop nổi tiếng nhất của QQ Music                   | GFriend                   | Đề cử     | [ 29 ]        |
| Seoul Music Awards                  | 2021 | Giải thưởng nghệ sĩ Fan PD                                  | GFriend                   | Đề cử     | [ 30 ]        |
| Seoul Music Awards                  | 2021 | Giải thưởng Whosfan-Dom                                     | GFriend                   | Đề cử     | [ 31 ]        |
| Soompi Awards                       | 2017 | Nhóm nhạc nữ xuất sắc nhất                                  | GFriend                   | Đề cử     | [ 32 ] [ 33 ] |
| Soompi Awards                       | 2017 | Nghệ sĩ của năm                                             | GFriend                   | Đề cử     | [ 32 ] [ 33 ] |
| Soompi Awards                       | 2017 | Nghệ sĩ đột phá                                             | GFriend                   | Đề cử     | [ 32 ] [ 33 ] |
| Soompi Awards                       | 2017 | Vũ đạo xuất sắc nhất                                        | "Rough"                   | Đề cử     | [ 32 ] [ 33 ] |
| Soompi Awards                       | 2017 | Bài hát của năm                                             | "Navillera"               | Đề cử     | [ 32 ] [ 33 ] |
| Soompi Awards                       | 2017 | Album của năm                                               | LOL                       | Đề cử     | [ 32 ] [ 33 ] |
| Soompi Awards                       | 2018 | Nhóm nhạc nữ xuất sắc nhất                                  | GFriend                   | Đoạt giải | [ 34 ]        |
| Soompi Awards                       | 2018 | Nghệ sĩ của năm                                             | GFriend                   | Đề cử     | [ 34 ]        |
| Soompi Awards                       | 2018 | Album của năm                                               | Parallel                  | Đề cử     | [ 34 ]        |
| Soompi Awards                       | 2019 | Nhóm nhạc nữ xuất sắc nhất                                  | GFriend                   | Đề cử     | [ 35 ]        |
| Soompi Awards                       | 2019 | Video âm nhạc của năm                                       | "Time for the Moon Night" | Đề cử     | [ 35 ]        |
| Soribada Best K-Music Awards        | 2017 | Giải thưởng Daesang                                         | GFriend                   | Đề cử     | [ 36 ]        |
| Soribada Best K-Music Awards        | 2017 | Giải thưởng Bonsang                                         | GFriend                   | Đoạt giải | [ 36 ]        |
| Soribada Best K-Music Awards        | 2017 | Nghệ sĩ nổi tiếng nhất                                      | GFriend                   | Đề cử     | [ 36 ]        |
| Soribada Best K-Music Awards        | 2018 | Giải thưởng Bonsang                                         | GFriend                   | Đề cử     | [ 37 ]        |
| Soribada Best K-Music Awards        | 2018 | Nghệ sĩ nổi tiếng nhất – nữ                                 | GFriend                   | Đề cử     | [ 37 ]        |
| Soribada Best K-Music Awards        | 2018 | Giải thưởng người hâm mộ toàn cầu                           | GFriend                   | Đề cử     | [ 37 ]        |
| Soribada Best K-Music Awards        | 2019 | Giải thưởng Bonsang                                         | GFriend                   | Đề cử     |               |
| Soribada Best K-Music Awards        | 2019 | Nghệ sĩ nổi tiếng nhất – nữ                                 | GFriend                   | Đề cử     |               |
| Soribada Best K-Music Awards        | 2020 | Giải thưởng Bonsang                                         | GFriend                   | Đoạt giải | [ 38 ]        |
| Ten Asia Global Top Ten Awards      | 2019 | 10 nghệ sĩ nổi tiếng nhất (Trung Quốc)                      | GFriend                   | Đoạt giải | [ 39 ] [ 40 ] |
| Ten Asia Global Top Ten Awards      | 2019 | 10 nghệ sĩ nổi tiếng nhất (Singapore)                       | GFriend                   | Đoạt giải | [ 39 ] [ 40 ] |
| The Fact Music Awards               | 2019 | Nghệ sĩ của năm (Bonsang)                                   | GFriend                   | Đoạt giải | [ 41 ]        |
| V Live Awards                       | 2018 | 10 nghệ sĩ hàng đầu toàn cầu                                | GFriend                   | Đoạt giải | [ 42 ]        |
| V Live Awards                       | 2018 | Beagle xuất sắc nhất                                        | GFriend                   | Đoạt giải | [ 42 ]        |
| V Live Awards                       | 2019 | 10 nghệ sĩ hàng đầu                                         | GFriend                   | Đề cử     | [ 43 ]        |
| V Live Awards                       | 2019 | Kênh xuất sắc nhất – 1 triệu người theo dõi                 | GFriend                   | Đề cử     | [ 43 ]        |
| V Live Awards                       | 2019 | 12 nghệ sĩ hàng đầu toàn cầu                                | GFriend                   | Đề cử     | [ 43 ]        |
| Yahoo! Asia Buzz Awards             | 2016 | Nghệ sĩ Châu Á nổi tiếng nhất                               | GFriend                   | Đề cử     | [ 44 ]        |
| YinYueTai V-Chart Awards            | 2016 | Tân binh của năm                                            | GFriend                   | Đoạt giải | [ 45 ]        |

## Chương trình âm nhạc

### The Show
| Năm  | Ngày        | Bài hát                   | Điểm |
| 2016 | 2 tháng 2   | "Rough"                   | 8044 |
| 2016 | 16 tháng 2  | "Rough"                   | 7653 |
| 2016 | 19 tháng 7  | "Navillera"               | 8404 |
| 2016 | 2 tháng 8   | "Navillera"               | 8039 |
| 2016 | 9 tháng 8   | "Navillera"               | 8034 |
| 2017 | 14 tháng 3  | "Fingertip"               | 8235 |
| 2017 | 11 tháng 4  | "Fingertip"               | 7858 |
| 2017 | 8 Tháng 8   | "Love Whisper"            | 8950 |
| 2017 | 19 tháng 9  | "Summer Rain"             | 9750 |
| 2018 | 8 tháng 5   | "Time For The Moon Night" | 9630 |
| 2019 | 22 tháng 1  | "Sunrise"                 | 8617 |
| 2019 | 9 tháng 7   | "Fever"                   | 9100 |
| 2020 | 11 tháng 2  | "Crossroads"              | 7201 |
| 2020 | 18 tháng 2  | "Crossroads"              | 6680 |
| 2020 | 21 tháng 7  | "Apple"                   | 9180 |
| 2020 | 17 tháng 11 | "Mago"                    | 9185 |

### Show Champion
| Năm  | Ngày        | Bài hát                   |
| ---- | ----------- | ------------------------- |
| 2016 | 3 tháng 2   | "Rough"                   |
| 2016 | 17 tháng 2  | "Rough"                   |
| 2016 | 24 tháng 2  | "Rough"                   |
| 2016 | 20 tháng 7  | "Navillera"               |
| 2016 | 10 tháng 8  | "Navillera"               |
| 2017 | 9 Tháng 8   | "Love Whisper"            |
| 2018 | 9 Tháng 5   | "Time For The Moon Night" |
| 2018 | 16 Tháng 5  | "Time For The Moon Night" |
| 2019 | 23 Tháng 1  | "Sunrise"                 |
| 2019 | 10 tháng 7  | "Fever"                   |
| 2020 | 19 tháng 2  | "Crossroads"              |
| 2020 | 22 tháng 7  | "Apple"                   |
| 2020 | 18 tháng 11 | "Mago"                    |

### M Countdown
| Năm  | Ngày       | Bài hát                   | Điểm  |
| 2016 | 4 tháng 2  | "Rough"                   | 9424  |
| 2016 | 11 tháng 2 | "Rough"                   | —     |
| 2016 | 18 tháng 2 | "Rough"                   | 8959  |
| 2016 | 21 tháng 7 | "Navillera"               | 9154  |
| 2016 | 28 tháng 7 | "Navillera"               | 9406  |
| 2016 | 4 tháng 8  | "Navillera"               | —     |
| 2017 | 21 tháng 8 | "Summer Rain"             | 10091 |
| 2018 | 10 tháng 5 | "Time For The Moon Night" | 10700 |
| 2019 | 24 tháng 1 | "Sunrise"                 | 7653  |
| 2019 | 11 tháng 7 | "Fever"                   | 7890  |
| 2020 | 13 tháng 2 | "Crossroads"              | 9461  |
| 2020 | 20 tháng 2 | "Crossroads"              | 7492  |
| 2020 | 23 tháng 7 | "Apple"                   | 8536  |

### Music Bank
| Năm  | Ngày       | Bài hát                   | Điểm |
| 2016 | 5 tháng 2  | "Rough"                   | 6605 |
| 2016 | 12 tháng 2 | "Rough"                   | 6823 |
| 2016 | 19 tháng 2 | "Rough"                   | 6377 |
| 2016 | 26 tháng 2 | "Rough"                   | 6215 |
| 2016 | 22 tháng 7 | "Navillera"               | 6851 |
| 2016 | 29 tháng 7 | "Navillera"               | 6648 |
| 2016 | 12 tháng 8 | "Navillera"               | 6499 |
| 2017 | 11 tháng 8 | "Love Whisper"            | 7486 |
| 2018 | 11 tháng 5 | "Time For The Moon Night" | 8690 |
| 2018 | 18 tháng 5 | "Time For The Moon Night" | 6154 |
| 2019 | 25 tháng 1 | "Sunrise"                 | 5600 |
| 2019 | 12 tháng 7 | "Fever"                   | 5014 |
| 2020 | 14 tháng 2 | "Crossroads"              | 4888 |

### Show! Music Core
| Năm  | Ngày       | Bài hát                   | Điểm |
| 2018 | 12 tháng 5 | "Time For The Moon Night" | 8842 |
| 2018 | 19 tháng 5 | "Time For The Moon Night" | 7872 |
| 2019 | 27 tháng 1 | "Sunrise"                 | 6698 |
| 2019 | 13 tháng 7 | "Fever"                   | 6463 |

### Inkigayo
| Năm  | Ngày       | Bài hát                   | Điểm  |
| 2016 | 7 tháng 2  | "Rough"                   | 8881  |
| 2016 | 21 tháng 2 | "Rough"                   | 9386  |
| 2016 | 28 tháng 2 | "Rough"                   | 9429  |
| 2016 | 24 tháng 7 | "Navillera"               | 10328 |
| 2016 | 31 tháng 7 | "Navillera"               | 10156 |
| 2016 | 7 tháng 8  | "Navillera"               | 10028 |
| 2017 | 13 tháng 8 | "Love Whisper"            | 8915  |
| 2018 | 13 tháng 5 | "Time For The Moon Night" | 8811  |
| 2018 | 20 tháng 5 | "Time For The Moon Night" | 6972  |
| 2019 | 26 tháng 1 | "Sunrise"                 | 7594  |
| 2019 | 14 tháng 7 | "Fever"                   | 6857  |
| 2020 | 16 tháng 2 | "Crossroads"              | 5999  |